# OKf100
OKf100 – oznaczenie na Polskich Kolejach Państwowych parowozu osobowego produkcji czechosłowackiej – tendrzaka litewskiej serii TK. W Polsce używany był po 1945 roku jeden parowóz tej serii, zaliczony jako jedyna maszyna do zbiorczej serii OKf100.
Lokomotywa należała do litewskiej serii tendrzaków osobowych TK, obejmującej cztery sztuki, wyprodukowane w 1932 roku przez czechosłowackie zakłady Škoda i noszące numery od 11 do 14. Seria TK oznaczała tendrzak (T) osobowy (K). Lokomotywy te pierwotnie jeździły na torach o standardowym rozstawie 1435 mm, a po aneksji Litwy przez ZSRR zostały przerobione na szeroki tor 1524 mm i przejęte przez koleje radzieckie, oznaczone jako seria Тк. Podczas II wojny światowej, przynajmniej jeden egzemplarz (14) został w 1941 roku zdobyty przez Niemcy i używany na Łotwie i prawdopodobnie wówczas przemianowany na serię PK lub Pk, według nomenklatury łotewskiej (lekki towarowy parowóz szerokotorowy). Następnie znalazły się na terenie Austrii, ponownie przerobione na standardowy tor.
Do Polski trafił egzemplarz nr 14 (numer fabryczny 754), oznaczony w międzyczasie jako PK 14. Podczas wojny służył w parowozowni Škirotava na Łotwie, a potem Wiedeń-Hütteldorf w Austrii. W Polsce znalazł się 15 listopada 1948, prawdopodobnie mylnie uznany za noszący polskie oznaczenie TKp14. Wszedł na inwentarz PKP pod oznaczeniem OKf100-1 i został skierowany do naprawy w warsztatach Wrocław-Nadodrze, lecz nie podjęto naprawy i został skreślony w 1950 roku. Jego kocioł natomiast wykorzystywano do celów ogrzewczych we Wrocławiu do 1975 roku.

## Konstrukcja
Parowóz miał dwucylindrowy silnik bliźniaczy. Z przodu oś toczna na półwózku Bissela. Parowóz wyposażono w hamulec zespolony systemu Knorra. Hamowane były osie wiązane oraz tylny dwuosiowy wózek toczny Kraussa-Helmholtza. Nad kotłem znajdował się zbieralnik pary, piasecznica oraz trzeci kołpak do oczyszczania wody zasilającej.